# Прокофьева, Пелагея Никитична
Пелагея Никитична Прокофьева (род. 14 октября 1912 года, дер. Дуброво, Порховский уезд, Псковская губерния, Российская империя — 28 сентября 1987 года) — председатель колхоза имени Калинина Солецкого района Новгородской области, Герой Социалистического Труда (1966).

## Биография
Родилась 14 октября 1912 года в дер. Дуброво Порховского уезда, Псковской губернии (Российская империя).
В 1924 году, окончив 4 класса начальной школы, стала помогать родителям в сельскохозяйственных работах.
В 1932 году, окончив курсы трактористов, начала работать механизатором Солецкой МТС, а через год — бригадиром овощеводческой бригады колхоза имени Калинина Солецкого района.
Во время Великой Отечественной войны участвовала в партизанском движении, а после освобождения новгородской земли от немецко-фашистских захватчиков возглавила полеводческую бригаду в родном колхозе.
В ноябре 1944 года Пелагею Никитичну Прокофьеву избрали председателем колхоза, и в этой должности она работала до 1973 года. Руководимый ею колхоз довольно быстро восстановил разрушенное войной хозяйство и вскоре стал одним из передовых в Новгородской области. Успехи колхоза несколько раз были представлены на ВДНХ СССР.
За успехи, достигнутые в увеличении производства и заготовок подсолнечника, льна, конопли, хмеля Указом Президиума Верховного Совета СССР от 30 апреля 1966 года Прокофьевой Пелагее Никитичне было присвоено высокое звание Героя Социалистического Труда с вручением ордена Ленина и золотой медали «Серп и Молот».
Была избрана депутатом Верховного Совета СССР V-го созыва, делегатом XXI и XXII съездов КПСС, а также III-го Всесоюзного съезда колхозников. Избиралась депутатом Новгородского областного, Солецкого районного, Дубровского сельского Советов депутатов трудящихся, членом Новгородского облисполкома, обкома и Солецкого райкома КПСС.
Умерла 28 сентября 1987 года.

## Награды
- Звание Герой Социалистического Труда (Указ Президиума Верховного Совета СССР от 30 апреля 1966 года;
- Золотая медаль «Серп и Молот» (30 апреля 1966 — № 11637);
- Орден Ленина (07 марта 1960);
- Орден Ленина (30 апреля 1966 — № 310663);
- Орден Октябрьской Революции
- медали.